# Pseudomys
Genre
Pseudomys est un genre de rongeurs de la sous-famille des Murinés. Ces espèces sont toutes natives d'Australie, certaines sont appelées fausses souris.

## Liste des espèces
Ce genre comprend les espèces suivantes :
- Pseudomys albocinereus (Gould, 1845)
- Pseudomys apodemoides Finlayson, 1932
- Pseudomys australis Gray, 1832
- Pseudomys bolami Troughton, 1932
- Pseudomys calabyi Kitchener & Humphreys, 1987
- Pseudomys chapmani Kitchener, 1980
- Pseudomys delicatulus (Gould, 1842)
- Pseudomys desertor Troughton, 1932
- Pseudomys fieldi (Waite, 1896)
- Pseudomys fumeus Brazenor, 1934
- Pseudomys glaucus Thomas, 1910
- Pseudomys gouldii (Waterhouse, 1839)
- Pseudomys gracilicaudatus (Gould, 1845)
- Pseudomys hermannsburgensis (Waite, 1896)
- Pseudomys higginsi (Trouessart, 1897)
- Pseudomys johnsoni Kitchener, 1985
- Pseudomys laborifex Kitchener et Humphreys, 1986
- Pseudomys nanus (Gould, 1858)
- Pseudomys novaehollandiae (Waterhouse, 1843)
- Pseudomys occidentalis Tate, 1951
- Pseudomys oralis Thomas, 1921
- Pseudomys patrius (Thomas et Dollman, 1909)
- Pseudomys pilligaensis Fox et Briscoe, 1980
- Pseudomys shortridgei (Thomas, 1907)

Pseudomys fuscus (Thomas, 1882) : Mastacomys fuscus (Thomas, 1882)
et Pseudomys praeconis Thomas, 1910 synonyme de Pseudomys fieldi (Waite, 1896)

## Statut de conservation
Pseudomys fieldi (en anglais Shark Bay Mouse) et Pseudomys occidentalis (Western Mouse) sont sur la liste non exhaustive des animaux véritablement en danger d'extinction (fournie par l'UICN)